# (1304) Arosa
(1304) Arosa – planetoida należąca do zewnętrznej części pasa głównego asteroid okrążająca Słońce w ciągu 5 lat i 270 dni w średniej odległości 3,2 au. Została odkryta 21 maja 1928 roku w Landessternwarte Heidelberg-Königstuhl w Heidelbergu przez Karla Reinmutha. Nazwa planetoidy pochodzi od Arosy, miejscowości w Szwajcarii. Przed nadaniem nazwy planetoida nosiła oznaczenie tymczasowe (1304) 1928 KC.